# Alcsútdoboz
Alcsútdoboz es una aldea en el condado de Fejér, Hungría.

## Historia
El archiduque José Antonio de Austria levantó su palacio en esta localidad. Fue construido por el famoso arquitecto húngaro Mihály Pollack. Fue destruido durante la Segunda Guerra Mundial en su totalidad. Solo quedó en pie el pórtico y poco más. 

## Celebridades
- El Primer ministro de Hungría Viktor Orbán vivió aquí durante parte de su infancia.[3]